# House of Gold and Bones Part 1
House of Gold and Bones Part 1 är ett album av det amerikanska rockbandet Stone Sour och släpptes den 22 oktober 2012 och är deras fjärde studioalbum. Det är den första delen av ett dubbelt konceptalbum.

## Track listing
Alla låtar är skrivna och komponerade av Stone Sour. 
| Nr           | Titel                     | Längd |
| ------------ | ------------------------- | ----- |
| 1.           | Gone Sovereign            | 4:03  |
| 2.           | Absolute Zero             | 3:49  |
| 3.           | A Rumor of Skin           | 4:11  |
| 4.           | The Travelers, Pt. 1      | 2:26  |
| 5.           | Tired                     | 4:11  |
| 6.           | RU486                     | 4:22  |
| 7.           | My Name Is Allen          | 4:18  |
| 8.           | Taciturn                  | 5:25  |
| 9.           | Influence of a Drowsy God | 4:29  |
| 10.          | The Travelers, Pt. 2      | 3:01  |
| 11.          | Last of the Real          | 3:01  |
| Total längd: | Total längd:              | 43:16 |

| 12.          | Gallows Humor (Rough Demo) | 3:30  |
| Total längd: | Total längd:               | 46:46 |